# كلارا نهرشتيت
كلارا نهرشتيت (بالإنجليزية: Klara Nahrstedt) هي أستاذة في مجال علوم الكمبيوتر في جامعة إلينوي في إربانا-شامبين، وتدير مختبر العلوم المنسقة هناك. يتعلق بحثها ب: وسائط متعددة وجودة الخدمة وبرمجيات وسيطة.
حصل نهرشتيت على دبلوم في الرياضيات من جامعة هومبولت في برلين في عام 1984، ودرجة الماجستير في التحليل العددي من جامعة هومبولت في عام 1985. حصلت على درجة الدكتوراه من جامعة بنسيلفانيا في عام 1995، تحت إشراف جوناثان م. سميث. كانت رئيسة تحرير مجلة أنظمة الوسائط المتعدد (ACM وسبرغنر) من عام 2000 إلى عام 2006، ورئيسة لمجموعة ACM الخاصة بالوسائط المتعددة من 2007 إلى 2013.
في عام 2012، تم انتخاب نهرشتيت كزميلة في رابطة مكائن الحوسبة «للمساهمة في إدارة جودة الخدمة لأنظمة الوسائط المتعددة الموزعة.» وهي زميلة في معهد مهندسي الكهرباء والإلكترونيات وحائزة على جائزة معهد مهندسي الكهرباء والإلكترونيات لعام 2012 «لمساهمات رائدة في الجودة الشاملة للخدمات وإدارة الموارد في الشبكات السلكية واللاسلكية». في عام 2013 أصبحت عضوة في الأكاديمية الألمانية للعلوم ليوبولدينا.

## وصلات خارجية
- Google scholar profile